# Dhrimaía
Dhrimaía (Drymaia, Glounitsa, Drimea) är en ort i Grekland.   Den ligger i prefekturen Fthiotis och regionen Grekiska fastlandet, i den centrala delen av landet, 130 km nordväst om huvudstaden Aten. Dhrimaía ligger 494 meter över havet och antalet invånare är 255.
Terrängen runt Dhrimaía är varierad. Runt Dhrimaía är det ganska glesbefolkat, med 24 invånare per kvadratkilometer. Närmaste större samhälle är Amfíkleia, 8,1 km söder om Dhrimaía. == Kommentarer ==
1. ↑  Framräknat ur variansen i alla höjduppgifter (DEM 3") från Viewfinder Panoramas, inom 10 km radie.[2] Mer om algoritmen finns här: Användare:Lsjbot/Algoritmer.